# Motowilichinskije sawody
Koordinaten: 58° 2′ 4″ N, 56° 18′ 5″ O

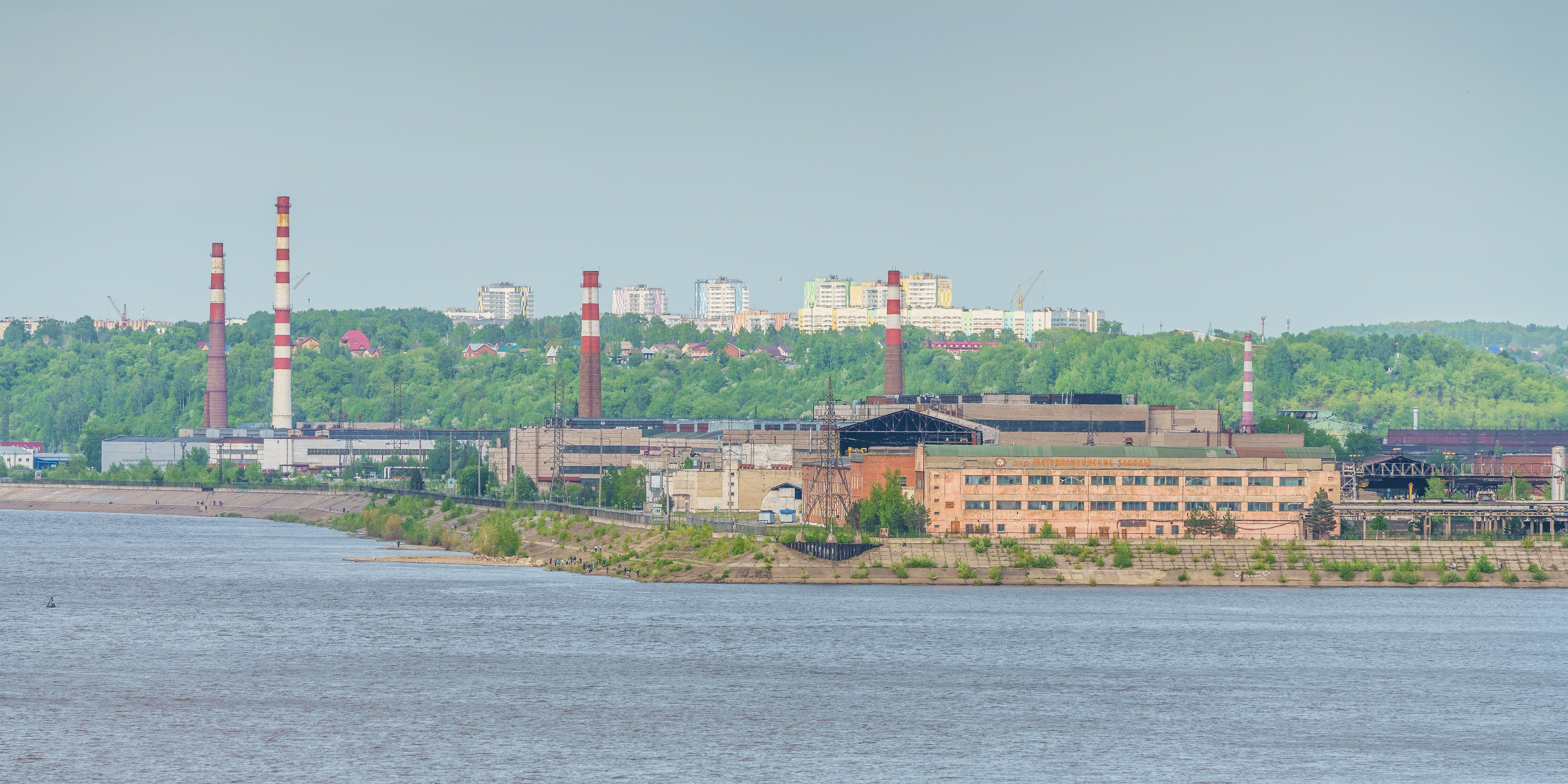
Fernblick auf die Werksgebäude

Motowilichinskije sawody (russisch Мотовилихинские заводы, Kurzform und Marke Motowilicha, übersetzt „Motowilicha-Werke“) ist ein russischer, ursprünglich zaristischer, Rüstungskonzern mit Hauptstandort am Ufer der Kama in Perm.

## Geschichte

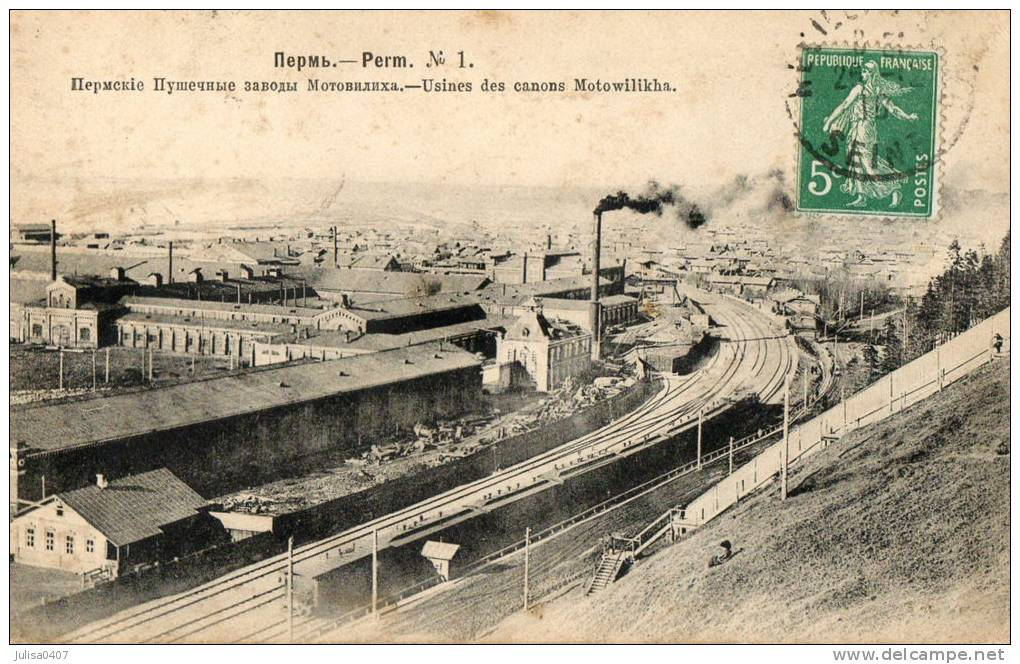
Die Motowilicha-Werke in den 1900er-Jahren

Das Werk wurde 1736 von Wassili Tatischtschew als Kupferhütte begründet und nach dem dort in die Kama mündenden Fluss Motowilicha (auch Bolschaja Motowilicha, Große Motowilicha) benannt, dessen Wasserkraft es nutzte. Um das Werk entstand eine größere Arbeitersiedlung gleichen Namens. In der Mitte des 19. Jahrhunderts entstanden in der Nachbarschaft eine Eisenhütte und ein Kanonenwerk, die 1871 mit der Kupferhütte als Permskije puschetschnyje sawody („Permer Kanonenwerke“) vereinigt wurden. Die Kupferhütte stellte 1876 ihren Betrieb ein.
Während des Zweiten Weltkrieges avancierten die Motowilicha-Werke zu einem der wichtigsten Rüstungsbetriebe in der Sowjetunion. 1992 wurde der Betrieb in eine Offene Aktiengesellschaft (OAO) umgewandelt. Seit 2016 ist Motowilicha Teil des Unternehmens NPO Splaw. Dieses ist mittelbar über Tecmasch Teil der staatlichen Rüstungsholding Rostec.

## Waffensysteme
Während des Kalten Krieges war Motowilicha neben PO Barrikady in Wolgograd und dem Sawod №9 in Jekaterinburg der wichtigste Hersteller von Artillerie.
Motowilicha stellte z. B. die 130-mm-Kanone M-46, die Standardkanone D-81T aller moderneren sowjetisch/russischer Kampfpanzer, die 152-mm-Haubitze M1955 (D-20), die Panzermörser 2S9 Nona-S und 2S4 Tjulpan sowie die Raketenwerfer BM-21 Grad, BM-27 Uragan und BM-30 her. Außerdem wurde Bohrausrüstung hergestellt.